# Gregorio Paltrinieri
Gregorio Paltrinieri (Carpi, 5 de septiembre de 1994) es un deportista italiano que compite en natación, en las modalidades de piscina y aguas abiertas, especialista en el estilo libre; campeón olímpico en Río de Janeiro 2016.

## Trayectoria
Participó en cuatro Juegos Olímpicos de Verano, obteniendo en total cinco medallas: oro en Río de Janeiro 2016, en la prueba de 1500 m libre, dos en Tokio 2020, plata en 800 m libre y bronce en 10 km aguas abiertas, y dos en París 2024, plata en 1500 m libre y bonce en 800 m libre; además del quinto lugar en Londres 2012 (1500 m libre).
Ganó diecinueve medallas en el Campeonato Mundial de Natación entre los años 2013 y 2025, y seis medallas en el Campeonato Mundial de Natación en Piscina Corta entre los años 2012 y 2022.
Además, obtuvo veinte medallas en el Campeonato Europeo de Natación entre los años 2012 y 2025, y seis medallas en el Campeonato Europeo de Natación en Piscina Corta entre los años 2012 y 2021.
Estudió Ciencia Política en la Universidad Internacional Libre de Guido Carli. En 2022 fue elegido «Nadador del año de aguas abiertas» por World Aquatics.

## Palmarés internacional
| Juegos Olímpicos                    | Juegos Olímpicos        | Juegos Olímpicos  | Juegos Olímpicos |
| Año                                 | Lugar                   | Medalla           | Prueba           |
| ----------------------------------- | ----------------------- | ----------------- | ---------------- |
| 2016                                | Río de Janeiro (Brasil) | Medalla de oro    | 1500 m libre     |
| 2020                                | Tokio (Japón)           | Medalla de plata  | 800 m libre      |
| 2024                                | París (Francia)         | Medalla de plata  | 1500 m libre     |
| 2024                                | París (Francia)         | Medalla de bronce | 800 m libre      |
| Campeonato Mundial                  |                         |                   |                  |
| Año                                 | Lugar                   | Medalla           | Prueba           |
| 2013                                | Barcelona (España)      | Medalla de bronce | 1500 m libre     |
| 2015                                | Kazán (Rusia)           | Medalla de oro    | 1500 m libre     |
| 2015                                | Kazán (Rusia)           | Medalla de plata  | 800 m libre      |
| 2017                                | Budapest (Hungría)      | Medalla de oro    | 1500 m libre     |
| 2017                                | Budapest (Hungría)      | Medalla de bronce | 800 m libre      |
| 2019                                | Gwangju (Corea del Sur) | Medalla de oro    | 800 m libre      |
| 2019                                | Gwangju (Corea del Sur) | Medalla de bronce | 1500 m libre     |
| 2022                                | Budapest (Hungría)      | Medalla de oro    | 1500 m libre     |
| 2024                                | Doha (Catar)            | Medalla de bronce | 800 m libre      |
| Campeonato Mundial en Piscina Corta |                         |                   |                  |
| Año                                 | Lugar                   | Medalla           | Prueba           |
| 2012                                | Estambul (Turquía)      | Medalla de plata  | 1500 m libre     |
| 2014                                | Doha (Catar)            | Medalla de oro    | 1500 m libre     |
| 2016                                | Windsor (Canadá)        | Medalla de plata  | 1500 m libre     |
| 2018                                | Hangzhou (China)        | Medalla de plata  | 1500 m libre     |
| 2022                                | Melbourne (Australia)   | Medalla de oro    | 800 m libre      |
| 2022                                | Melbourne (Australia)   | Medalla de oro    | 1500 m libre     |
| Campeonato Europeo                  |                         |                   |                  |
| Año                                 | Lugar                   | Medalla           | Prueba           |
| 2012                                | Debrecen (Hungría)      | Medalla de oro    | 1500 m libre     |
| 2012                                | Debrecen (Hungría)      | Medalla de plata  | 800 m libre      |
| 2014                                | Berlín (Alemania)       | Medalla de oro    | 800 m libre      |
| 2014                                | Berlín (Alemania)       | Medalla de oro    | 1500 m libre     |
| 2016                                | Londres (Reino Unido)   | Medalla de oro    | 800 m libre      |
| 2016                                | Londres (Reino Unido)   | Medalla de oro    | 1500 m libre     |
| 2018                                | Glasgow (Reino Unido)   | Medalla de plata  | 800 m libre      |
| 2018                                | Glasgow (Reino Unido)   | Medalla de bronce | 1500 m libre     |
| 2021                                | Budapest (Hungría)      | Medalla de plata  | 800 m libre      |
| 2021                                | Budapest (Hungría)      | Medalla de plata  | 1500 m libre     |
| 2022                                | Roma (Italia)           | Medalla de oro    | 800 m libre      |
| 2022                                | Roma (Italia)           | Medalla de plata  | 1500 m libre     |
| Campeonato Europeo en Piscina Corta |                         |                   |                  |
| Año                                 | Lugar                   | Medalla           | Prueba           |
| 2012                                | Chartres (Francia)      | Medalla de oro    | 1500 m libre     |
| 2015                                | Netanya (Israel)        | Medalla de oro    | 1500 m libre     |
| 2017                                | Copenhague (Dinamarca)  | Medalla de plata  | 1500 m libre     |
| 2019                                | Glasgow (Reino Unido)   | Medalla de oro    | 1500 m libre     |
| 2021                                | Kazán (Rusia)           | Medalla de oro    | 800 m libre      |
| 2021                                | Kazán (Rusia)           | Medalla de plata  | 1500 m libre     |

| Juegos Olímpicos   | Juegos Olímpicos        | Juegos Olímpicos  | Juegos Olímpicos |
| Año                | Lugar                   | Medalla           | Prueba           |
| ------------------ | ----------------------- | ----------------- | ---------------- |
| 2020               | Tokio (Japón)           | Medalla de bronce | 10 km            |
| Campeonato Mundial |                         |                   |                  |
| Año                | Lugar                   | Medalla           | Prueba           |
| 2019               | Gwangju (Corea del Sur) | Medalla de plata  | Equipo mixto     |
| 2022               | Budapest (Hungría)      | Medalla de oro    | 10 km            |
| 2022               | Budapest (Hungría)      | Medalla de plata  | 5 km             |
| 2022               | Budapest (Hungría)      | Medalla de bronce | Equipo mixto     |
| 2023               | Fukuoka (Japón)         | Medalla de oro    | Equipo mixto     |
| 2023               | Fukuoka (Japón)         | Medalla de plata  | 5 km             |
| 2024               | Doha (Catar)            | Medalla de plata  | Equipo mixto     |
| 2025               | Singapur (Singapur)     | Medalla de plata  | 5 km             |
| 2025               | Singapur (Singapur)     | Medalla de plata  | 10 km            |
| 2025               | Singapur (Singapur)     | Medalla de plata  | Equipo mixto     |
| Campeonato Europeo |                         |                   |                  |
| Año                | Lugar                   | Medalla           | Prueba           |
| 2021               | Budapest (Hungría)      | Medalla de oro    | 5 km             |
| 2021               | Budapest (Hungría)      | Medalla de oro    | 10 km            |
| 2021               | Budapest (Hungría)      | Medalla de oro    | Equipo mixto     |
| 2022               | Roma (Italia)           | Medalla de oro    | 5 km             |
| 2022               | Roma (Italia)           | Medalla de oro    | Equipo mixto     |
| 2024               | Belgrado (Serbia)       | Medalla de oro    | 10 km            |
| 2025               | Stari Grad (Croacia)    | Medalla de oro    | 5 km             |
| 2025               | Stari Grad (Croacia)    | Medalla de plata  | Equipo mixto     |